# Obersiffelhofen
Obersiffelhofen ist ein Gemeindeteil der oberbayerischen Gemeinde Antdorf im Landkreis Weilheim-Schongau. Der Weiler Obersiffelhofen gehörte zur ehemaligen Gemeinde Frauenrain.

## Sehenswürdigkeiten
- Hofkapelle St. Leonhard